# Анна Барбара Рейнгарт
Анна Барбара Рейнгарт (нім. Anna Barbara Reinhart; 12 липня 1730, Вінтертур, кантон Цюрих, Швейцарія — 5 січня 1796, там само) — швейцарська математикиня.

## Життєпис
У дитинстві, внаслідок падіння з коня, дістала серйозну травму й до кінця життя надовго була прикута до ліжка. Лікар, що лікував її, помітив схильність Анни до математики й почав займатися з нею. Вивчала математику за книгами Леонарда Ейлера, Габрієля Крамера, Пітера ван Мушенбрука, Жерома де Лаланда та інших.
Листувалася, іноді її відвідували видатні вчені свого часу. Давала уроки математики.
Згодом її визнано авторитетом у своїй галузі.
Рукописи творів Рейнгарт не збереглися. Редагувала наукові роботи кількох своїх сучасників. Написала коментар до фундаментальної праці Ісаака Ньютона «Математичні начала натуральної філософії», який, проте, загубився після її смерті.

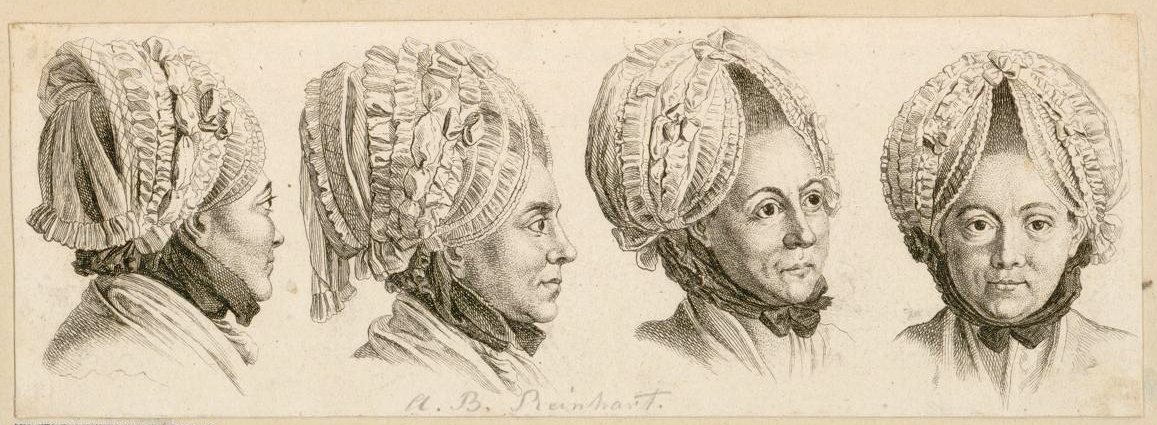
4 зображення А. Рейнгарт невідомого художника

Деякі сучасники, наприклад Даніель Бернуллі, високо цінували наукові роботи Рейнгарт і ставили її вище від Емілі дю Шатле.
Померла 1796 року у віці 65 років від загострення подагри і наслідків травми, отриманої в дитинстві.

## Пам'ять
- 2003 року в рідному місті Вінтертур її ім'ям названо вулицю.